# Gakuen-Mae (metropolitana di Sapporo)
Gakuen-Mae (学園前駅?, Gakuen-Mae-eki) (H10) è una stazione della metropolitana di Sapporo situata nel quartiere di Chūō-ku, a Sapporo, Giappone, servita dalla linea Tōhō.

## Storia
La stazione è stata aperta nel 1994, facendo parte della prima estensione verso sud della linea.

## Struttura
La stazione è dotata di un mezzanino al primo piano interrato e, al piano inferiore, di un marciapiede a isola con due binari passanti al in sotterranea e così utilizzati:
| 1 | Linea Tōhō | per Misono e Fukuzumi           |
| 2 | Linea Tōhō | per Sapporo, Ōdōri e Sakaemachi |

## Stazioni adiacenti
| «              | Servizio   | »             |
| Linea Tōhō     | Linea Tōhō | Linea Tōhō    |
| -------------- | ---------- | ------------- |
| Hōsui-Susukino | -          | Toyohira-Kōen |